# Jātaka
 (avril 2020).

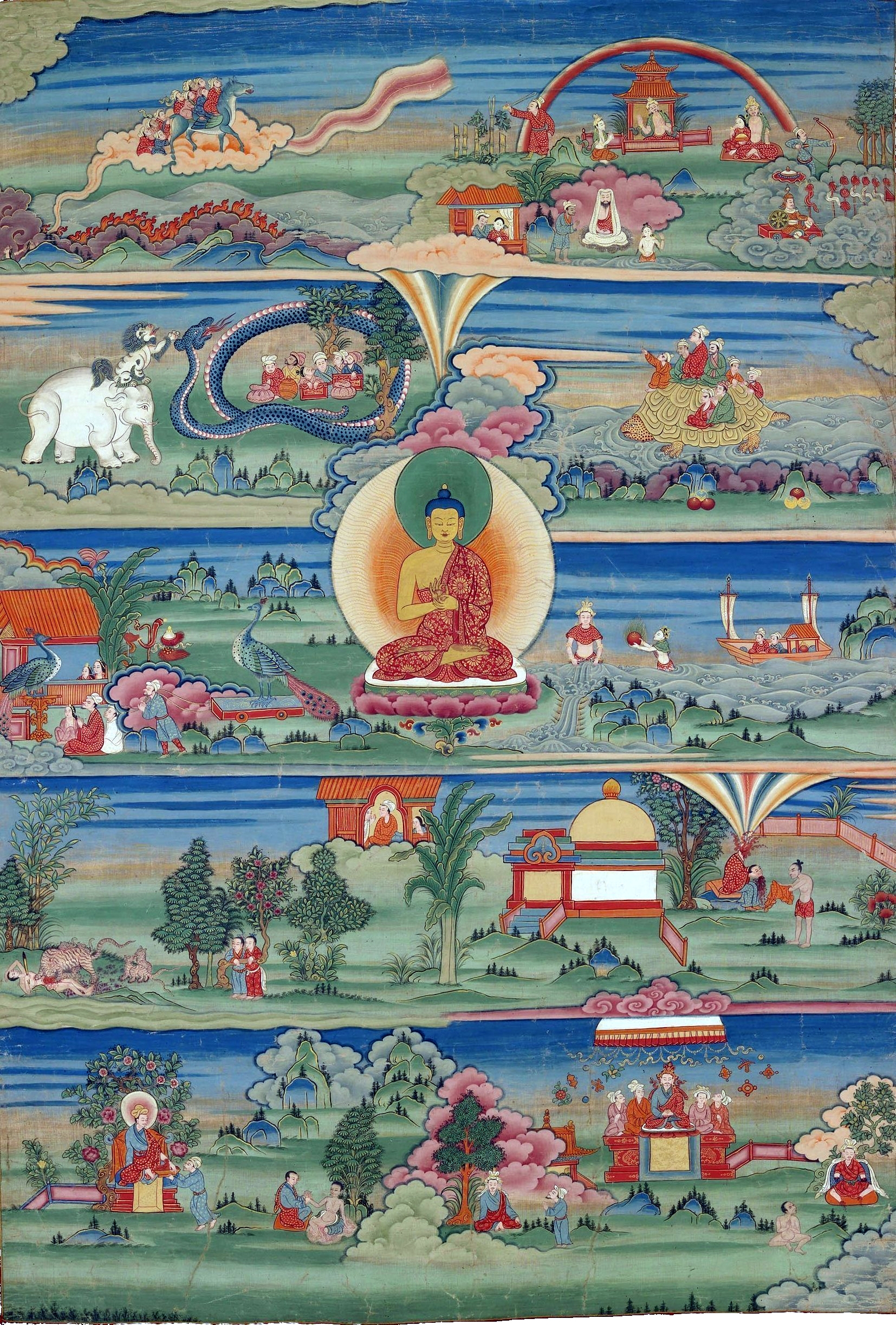
Thangka figurant des scènes des Jâtaka, XVIIIe siècle-XIXe siècle. Monastère Phajoding Gonpa, Thimphou, Bhoutan.

Les Jātakas (sanskrit : जातक, « naissance » — birman : zât ; thaï : jadok, chadok, chat ; lao : xat ; khmer : ជាតក, cheadâk ; chinois : 本生 ; pinyin : běnshēng ou 本生谭 / 本生譚, běnshēngtán, coréen : 본생담 (本生譚, bonsaengdam) ; japonais : 本生 honjō, honjōji ou 本生譚 honjōtan ; vietnamien : Bản sinh kinh (本生譚) ;  mongol : chadig) sont des contes et histoires qui narrent les nombreuses vies antérieures de bouddhas, et spécialement celles du bouddha historique Shakyamuni. 
Les histoires de ce dernier forment un ensemble de 547 textes (dernière version en pâli) de longueur inégale, qu'on a regroupées en vingt-deux catégories (nipāta)[réf. souhaitée]. Les contes se présentent dans un ordre différent dans les versions vernaculaires thaï, lao ou birmane. Il s'agit d'un des genres les plus populaires de la littérature bouddhiste.

## Étymologie
Le terme jâtaka signifie littéralement « ce qui a rapport à la naissance » ou encore « nativité », « naissance »,. Initialement, il désigne n'importe quel récit de vie antérieure d'individu quelconque. Mais il va être plus spécialement employé pour désigner les histoires concernant le Bouddha historique. Et de là, il va désigner le recueil des 547 histoires, plus ou moins édifiantes, consacrées au Bouddha. 

## Contexte doctrinal et narratif

### Doctrine
Si la tradition bouddhiste a conservé les histoires des vies antérieures du Bouddha, c'est parce que la doctrine bouddhiste est étroitement liée à la réincarnation (ou transmigration). Chaque vie n'est qu'un instant dans le cycle des transmigrations, et chacune est marquée par la souffrance, dans un cycle qui ne connaît pas de commencement. Après son éveil, le Bouddha déclare : « De naissances en naissances - Dans le cercle des existences - J'ai couru, sans paix ni trêve - Cherchant qui fait la maison. - Quelle souffrance que de naître - Et de renaître encore toujours! » Et le Bouddha n'y échappe pas. Avec l'éveil, il acquit la science de ses vies antérieures,, et l'on dit que ses souvenirs remontaient à 91 kalpa, soit 91 fois 432 millions d'années.  

### Narration
Plus tard, le Bouddha va raconter à ses disciples ses souvenirs de vies antérieures et ceux-ci vont à leur tour les transmettre.  

### Place dans le canon bouddhique
Les Jâtakas ne sont toutefois pas considérés comme étant la parole du Bouddha (buddhavacana), c'est-à-dire que d'une façon générale, les bouddhistes théravadins ne leur accordent pas l'autorité des paroles du Bouddha (comme c'est le cas pour les suttas), et au Sri Lanka, l'orthodoxie maintient que ce ne sont pas des écrits canoniques. En Birmanie et ailleurs, cependant, ils sont inclus dans le canon pâli, et font partie du Khuddaka Nikaya.
Quoi que l'on pense de leur orthodoxie, ces contes sont parmi les textes les plus populaires de la littérature bouddhique. Ils ont par ailleurs eu une influence certaine sur les récits et contes populaires ultérieurs.

## Origine
Composés essentiellement entre le IIIe siècle av. J.-C. et le IIIe siècle apr. J.-C., dernière période où ils sont finalement mis par écrit en pâli, ils sont tirés essentiellement du Khuddaka Nikaya, un recueil de textes bouddhistes lui aussi en pâli, mais issus probablement aussi de la Jâtakamâlâ - Guirlande des vies antérieures - d'Âryashûra (vers 200) et du Chariyâpitaka (vers le Ve siècle).
Les Jâtakas font partie de la littérature canonique depuis le Ve siècle au moins, comme cela est attesté par de nombreuses preuves archéologiques, et notamment des représentations en bas-relief sur les murs d'anciens temples. La version sri-lankaise de l'anthologie théravada (le Jātakaṭṭathā, « Commentaire des Jâtaka ») recense 547 histoires, mais on trouve des contes dans bien d'autres sources, par exemple, dans des apocryphes plus tardifs — datant du XIXe siècle pour certains . Toutefois, ceux-ci sont traités comme une catégorie séparée des Jâtakas « officielles », et certains d'entre eux, bien qu'écrits en pâli, montrent une appropriation directe de sources hindoues, avec des modifications leur permettant de mieux refléter la morale bouddhique.

## Les jâtaka dans la littérature
Les chercheurs ont reconnu il y a déjà longtemps que certains Jâtaka présentent des ressemblances avec des fables de la littérature classique occidentale qui ont voyagé dans le temps et dans l'espace, comme celles d'Ésope.  Le bouddhologue John Strong relève différents exemples de circulation: le Sīhaccama jâtaka[réf. souhaitée] (« l'âne dans la peau du lion ») présente des parallèles dans la Grèce antique, l'Europe médiévale, le Proche Orient, la Chine et l'Inde. Le jâtaka qui narre les aventures du bodhisattva qui était un voleur malin se retrouve dans le conte égyptien du Trésor du roi Rhampsinit que raconte Hérodote (livre II, n° 121). Gaston Paris a d'ailleurs retrouvé dix-neuf variantes de ce récit, en quatorze langues différentes. Ou encore le conte du roi Dasaratha[réf. souhaitée] est une reprise d'un épisode de la célèbre épopée hindoue du Ramayana. De manière étonnante, note Strong, dans le jâtaka, le bodhisattva est identifié à Râma, et sa future épouse, Yashodharâ est identifiée avec Sîtâ, la femme de Râma. On retrouve aussi le Kacchapa Jātaka (N° 215) dans la fable La Tortue et les Deux Canards de La Fontaine.
On le voit le canevas de certains contes a inspiré des auteurs tant en Orient qu'en Occident, et il est probable que ces histoires ont circulé via les routes commerciales et les expéditions militaires. Pour l'Europe, outre Ésope, on peut encore mentionner Shakespeare dans Comme il vous plaira et dans Le Marchand de Venise, Chaucer dans le Conte du vendeur d'indulgences, Kipling dans « L'Ankus du roi » (dans le Second Livre de la Jungle), ainsi que dans Les Mille et une Nuits ou encore chez les tragiques grecs (entre autres dans Hippolyte, d'Euripide),. 

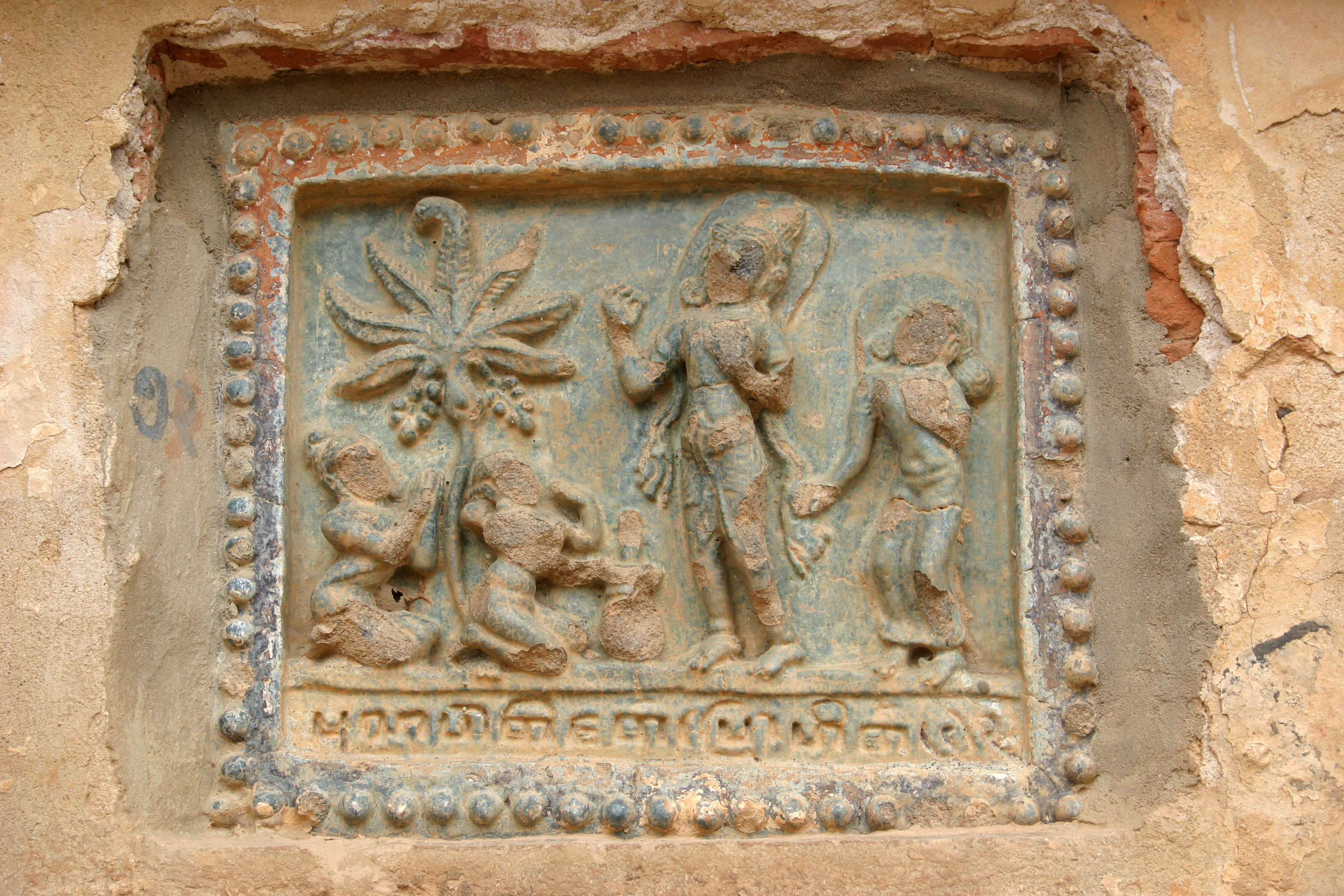
Scène des Jatakas au Mingalazedi de Bagan (Birmanie, XIIIe siècle)

## Classification

### Classification par ressemblance

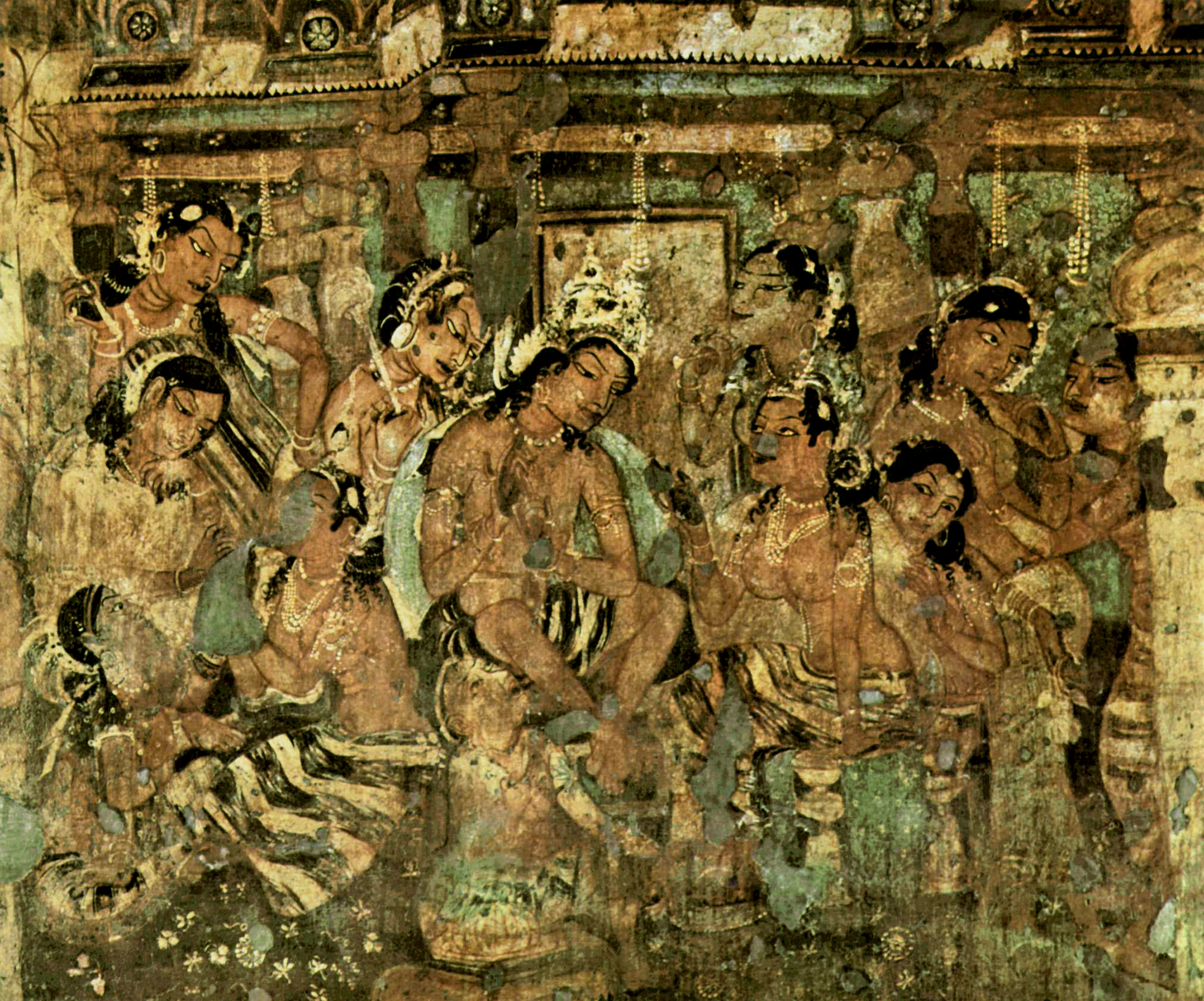
Jâtaka 539 : le roi Mahâjanaka annonce à sa mère, qui se tient derrière lui, qu'il renonce à la vie mondaine. Ajanta, Vihara 1, mur nord. Vers 475-500.

On peut classer les jâtakas par ressemblance et les regrouper ainsi dans les catégories suivantes :
- fables ne mettant en scène que des animaux. Dans celles-ci le futur Bouddha est incarné dans le corps d'un animal tel qu'un poisson, un oiseau, un buffle, un singe, un éléphant...  ;
- contes mêlant des animaux vertueux dans lesquels s'incarne le bodhisattva et des humains, oiseleurs, chasseurs, cuisiniers... avec lesquels ils sont en relation ;
- autres contes mêlant des humains dans lesquels s'incarne le bodhisattva en relation avec des animaux ;
- contes humoristiques sans véritable valeur moralisatrice ;
- récits dans lesquels le bodhisattva est confronté à des femmes, présentées sous un jour peu flatteur ;
- récits dans lesquels le bodhisattva s'incarne en femme ;
- récits dans lesquels le bodhisattva est en relation avec des gens de différentes castes : les brâhmanes (brāhmaṇa, ब्राह्मण); les kshatriyas (kṣatriya, क्षत्रिय), rois, princes et guerriers; les vaishyas (vaiśya, वैश्य), artisans et commerçants ; les shudras, serviteurs ;
- apologues montrant le chemin de la perfection.

### LeMahânipâta

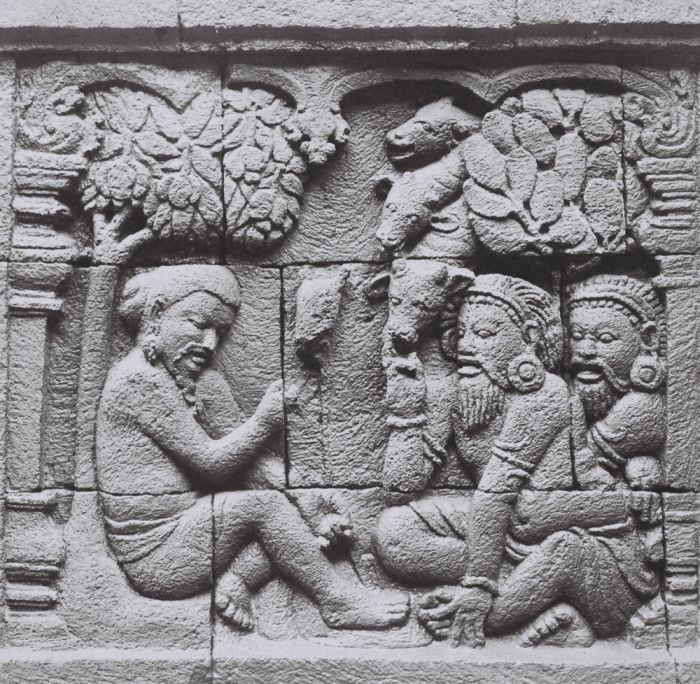
Maitrabala-jataka au temple de Borobudur (Indonésie, VIIIe siècle-IXe siècle)

Mahânipâta (« Grande section ») est le nom sous lequel sont rassemblés les dix derniers jâtakas (du numéro 538 au 547) : Mûgapakkha Jâtaka, Mahâjanaka J., Suvannasâma J., Nemirajâ J., Khandahâla J., Bhûridatta J., Mahânâradakassapa J., Vidhurapandita J., Mahâ-Ummagga J., Vessantara J. Il s'agit donc des dix dernières incarnations du Bouddha.   
Cette section occupe une place de premier rang dans l'ensemble des Jâtakas. Elle est particulièrement populaire dans plusieurs pays de l'Asie du Sud-Est comme la Birmanie, la Thaïlande, le Cambodge et le Laos. Ces jâtakas y sont très volontiers écoutées, et ils ont inspiré nombre de représentations picturales qui ornent les pagodes. On les retrouve aussi dans la littérature, le théâtre, la danse, et jusque dans un certain nombre de proverbes.    
Nalini Balbir relève aussi que ces dix histoires ont été progressivement associées aux dix perfections du bouddhisme (paramita). En effet, la tradition a vu dans chacune de ces dix incarnations l'illustration de l'une de ces paramitas. C'est ainsi que l'on a Mûgapakkha qui incarne le renoncement, Mahâjanaka le courage, Suvannasâma la compassion, Nemirajâ la foi résolue, Khandahâla la sagesse, Bhûridatta la conduite morale, Mahânâradakassapa la patience, Vidhurapandita l'équanimité, Mahâ-Ummagga l'honnêteté et Vessantara le don.